# Joana Marchão
Joana Marchão, née le 24 octobre 1996 à Abrantes au Portugal, est une footballeuse internationale portugaise évoluant au poste de défenseure au Servette FCCF.

## Biographie
À l'âge de six ans, elle commence à jouer au football avec les garçons dans des tournois scolaires organisés par le conseil municipal d'Abrantes. Elle devient licencié au Sport Abrantes e Benfica à neuf ans, et joue au football avec les garçons, jusqu'à l'âge de douze ans. Car après cet âge, la Fédération portugaise de football n'autorise pas les équipes mixtes. À la suite de cela, elle part jouer pour l'União Tomar directement au niveau senior féminin, malgré la différence d'âge avec certaines joueuses, elle est vite « adoptée » et bien acclimatée. À l'âge de quinze ans, elle rejoint l'Atlético Ouriense, qui joue aussi en 2e division nationale. L'année 2012 est marquée par un titre national et sa première internationalisation chez les moins de 19 ans. La saison suivante, elle devient championne de 1re Division nationale et la toute première joueuse à recevoir le prix de la meilleure joueuse du mois de mars 2013. Elle est élue meilleure joueuse de la première partie du championnat en 2015, par le syndicat des joueurs portugais. Lors de la saison 2013-2014, elle participe pour la première fois à la Ligue des champions féminine, tout comme la saison suivante où elle entre, avec ses coéquipières, dans l'histoire du football féminin portugais, en devenant la première équipe portugaise à passer la phase de groupes. Elle est de nouveau championne nationale et a ajouté à ce titre la victoire en Coupe du Portugal.
En juin 2016, elle signe un contrat de deux ans avec le tout récent club de Lisbonne du Sporting, son club de cœur. En juin 2018, après avoir remporté deux Ligas, deux Taças et une supertaça de Portugal, elle prolonge avec le Sporting Portugal jusqu'en 2022. Cette même année, tout comme l'an passé, elle fait partie du 11 féminin de l'année, prix remis par le syndicat de joueurs lors du gala das Quinas. Le 30 mars 2019, lors d'un match amical afin de récolter des fonds pour la Croix-Rouge portugaise dans le but d'aider les victimes du cyclone Idaí. Elle marque le tout premier but de l'histoire du derby entre le Sporting Clube de Portugal et le Sport Lisboa e Benfica en football féminin. Ce match est historique, non seulement pour être le premier entre les deux géants du sport portugais, mais aussi pour avoir la plus grande affluence à un match de football féminin au Portugal, avec 15204 spectateurs.

## Statistiques

### En club
| Saison                | Club                  | Championnat           | Championnat | Championnat | Coupe(s) nationale(s) | Coupe(s) nationale(s) | Compétition(s) continentale(s) | Compétition(s) continentale(s) | Compétition(s) continentale(s) | Sélection | Sélection | Sélection | Total | Total |
| Saison                | Club                  | Division              | M.          | B.          | M.                    | B.                    | Comp.                          | M.                             | B.                             | Équipe    | M.        | B.        | M.    | B.    |
| 2009-2010             | União Tomar           | Promoção Feminina     | 5           | 2           | -                     | -                     | -                              | 0                              | 0                              | -         | 0         | 0         | 5     | 2     |
| 2010-2011             | União Tomar           | Promoção Feminina     | 9           | 6           | -                     | -                     | -                              | 0                              | 0                              | -         | 0         | 0         | 9     | 6     |
| Sous-total            | Sous-total            | Sous-total            | 14          | 8           | 0                     | 0                     | -                              | 0                              | 0                              | -         | 0         | 0         | 14    | 8     |
| 2011-2012             | CA Ouriense           | Promoção Feminina     | 0           | 0           | 0                     | 0                     | -                              | 0                              | 0                              | U19       | 2         | 1         | 2     | 1     |
| 2012-2013             | CA Ouriense           | Nacional Feminino     | 3           | 2           | 1                     | 0                     | -                              | 0                              | 0                              | U19       | 8         | 0         | 12    | 2     |
| 2013-2014             | CA Ouriense           | Nacional Feminino     | 4           | 0           | 1                     | 0                     | LDC                            | 3                              | 0                              | U19       | 6         | 0         | 14    | 0     |
| 2014-2015             | CA Ouriense           | Nacional Feminino     | 16          | 9           | -                     | -                     | LDC                            | 5                              | 0                              | U19       | 8         | 2         | 29    | 11    |
| 2015-2016             | CA Ouriense           | Nacional Feminino     | 11          | 17          | -                     | -                     | -                              | 0                              | 0                              | -         | 0         | 0         | 11    | 17    |
| Sous-total            | Sous-total            | Sous-total            | 34          | 28          | 2                     | 0                     | -                              | 8                              | 0                              | -         | 24        | 3         | 68    | 31    |
| 2016-2017             | Sporting CP           | Liga Allianz          | 24          | 6           | 5                     | 1                     | -                              | 0                              | 0                              | A         | 1         | 0         | 30    | 7     |
| 2017-2018             | Sporting CP           | Liga Allianz          | 12          | 2           | 3                     | 0                     | LDC                            | 3                              | 0                              | A         | 2         | 0         | 20    | 2     |
| 2018-2019             | Sporting CP           | Liga BPI              | 16          | 2           | 3                     | 0                     | LDC                            | 2                              | 0                              | A         | 1         | 0         | 22    | 2     |
| 2019-2020             | Sporting CP           | Liga BPI              | 8           | 4           | 5                     | 1                     | -                              | 0                              | 0                              | A         | 2         | 0         | 15    | 5     |
| 2020-2021             | Sporting CP           | Liga BPI              | 20          | 2           | 3                     | 0                     | -                              | 0                              | 0                              | A         | 2         | 0         | 25    | 2     |
| Sous-total            | Sous-total            | Sous-total            | 80          | 16          | 19                    | 2                     | -                              | 5                              | 0                              | -         | 6         | 0         | 110   | 18    |
| Total sur la carrière | Total sur la carrière | Total sur la carrière | 128         | 52          | 21                    | 2                     | -                              | 13                             | 0                              |           | 30        | 3         | 192   | 57    |

Statistiques actualisées le 6 mai 2021

#### Matchs disputés en coupes continentales[12]
| Matchs | Date           | Stade                                | Adversaire                | Résultat | Minutes | Compétition         | Buts | Tour                   | Club        |
| ------ | -------------- | ------------------------------------ | ------------------------- | -------- | ------- | ------------------- | ---- | ---------------------- | ----------- |
| 1      | 8 août 2013    | Stade du pape François, Fátima       | FC Zürich Frauen          | 5 – 0    | 90 min  | Ligue des champions | 0    | Phase de qualification | CA Ouriense |
| 2      | 10 août 2013   | Stade du pape François, Fátima       | KÍ Klaksvík               | 2 – 1    | 90 min  | Ligue des champions | 0    | Phase de qualification | CA Ouriense |
| 3      | 13 août 2013   | Stade du pape François, Fátima       | ŽFK Ekonomist             | 1 – 1    | 90 min  | Ligue des champions | 0    | Phase de qualification | CA Ouriense |
| 4      | 9 août 2014    | Stade du pape François, Fátima       | Standard de Liège         | 1 – 0    | 90 min  | Ligue des champions | 0    | Phase de qualification | CA Ouriense |
| 5      | 11 août 2014   | Stade du pape François, Fátima       | ASA Tel-Aviv              | 2 – 1    | 90 min  | Ligue des champions | 0    | Phase de qualification | CA Ouriense |
| 6      | 14 août 2014   | Stade du pape François, Fátima       | Cardiff Metropolitan LAFC | 2 – 1    | 90 min  | Ligue des champions | 0    | Phase de qualification | CA Ouriense |
| 7      | 8 octobre 2014 | Stade du pape François, Fátima       | Fortuna Hjørring          | 0 – 3    | 90 min  | Ligue des champions | 0    | Seizièmes de finale    | CA Ouriense |
| 8      | 8 octobre 2014 | Frederikshavn Stadion, Frederikshavn | Fortuna Hjørring          | 6 – 0    | 90 min  | Ligue des champions | 0    | Seizièmes de finale    | CA Ouriense |
| 9      | 22 août 2017   | Stade Hévízi úti, Budapest           | BIIK Kazygurt             | 2 – 1    | 90 min  | Ligue des champions | 0    | Phase de qualification | Sporting CP |
| 10     | 25 août 2017   | Stade Nándor Hidegkuti, Budapest     | MTK Hungária FC           | 2 – 0    | 90 min  | Ligue des champions | 0    | Phase de qualification | Sporting CP |
| 11     | 28 août 2017   | Stade Hévízi úti, Budapest           | KF Hajvalia               | 1 – 4    | 90 min  | Ligue des champions | 0    | Phase de qualification | Sporting CP |
| 12     | 7 août 2018    | Stade Gradski vrt, Osijek            | Avaldsnes IL              | 3 – 2    | 90 min  | Ligue des champions | 0    | Phase de qualification | Sporting CP |
| 13     | 10 août 2018   | Stade Gradski vrt, Osijek            | ŽNK Osijek                | 3 – 0    | 90 min  | Ligue des champions | 0    | Phase de qualification | Sporting CP |

### En sélection nationale[14]
En 2012, elle est appelée au stage de préparation de l'équipe nationale des moins de 19 ans et le 13 mars 2012 elle obtient sa première internationalisation. Lors d'un match contre le Pays de Galles, et marque un but deux jours plus tard, toujours contre le Pays de Galles. Toujours en 2012, il fait partie des 18 sélectionnées pour le tour Elite, au terme duquel le Portugal se qualifie pour la première fois pour un championnat d'Europe. Néanmoins elle ne participe pas à l'Euro 2012 en Turquie.
Le 8 juin 2017, elle revêt, pour la première fois, la tunique des A, face à nouveau le Pays de Galles
| Matches officiels de Joana Marchão en sélections portugaises au 22 décembre 2019 | Matches officiels de Joana Marchão en sélections portugaises au 22 décembre 2019 | Matches officiels de Joana Marchão en sélections portugaises au 22 décembre 2019 | Matches officiels de Joana Marchão en sélections portugaises au 22 décembre 2019 | Matches officiels de Joana Marchão en sélections portugaises au 22 décembre 2019 |
| Club                                                                             | V.                                                                               | N.                                                                               | D.                                                                               | Buts                                                                             |
| -------------------------------------------------------------------------------- | -------------------------------------------------------------------------------- | -------------------------------------------------------------------------------- | -------------------------------------------------------------------------------- | -------------------------------------------------------------------------------- |
| Portugal U19 (26 matchs:81,25%) (Incomplet)                                      | 13 (54,17%)                                                                      | 3 (12,50%)                                                                       | 8 (33,33%)                                                                       | 3 (100,00%)                                                                      |
| Portugal A (6 matchs:18,75%)                                                     | 3 (50,00%)                                                                       | 1 (16,67%)                                                                       | 2 (33,33%)                                                                       | 0 (00,00%)                                                                       |
| Total (Incomplet)                                                                | 16 (53,33%)                                                                      | 4 (13,33%)                                                                       | 10 (33,34%)                                                                      | 3                                                                                |

## Palmarès[18]

### Avec leCA Ouriense
- Vainqueur du Nacional feminino en 2012-13 et 2013-14
- Vainqueur de la Taça de Portugal en 2013-14
- Vainqueur de la Promoção feminina en 2011-12

### Avec leSporting CP
- Vainqueur de la Liga feminina en 2016-17 et 2017-18
- Vainqueur de la Taça de Portugal en 2016-17 et 2017-18
- Vainqueur de la supertaça de Portugal en 2017
- Vice-champion de la Liga feminina en 2018-19
- Finaliste de la supertaça de Portugal en 2018